# 定型詩
定型詩（ていけいし、英語: rythmed verse, fixed verse）は、詩節の数やその配列、順序、韻律などに規則的な形式を持つ詩。日本の短歌、俳句、川柳や、中国の律詩、絶句や、欧米のソネットなどが例。
これに対し、制限を持たない詩が自由詩。

## 欧米における定型詩
欧米の定型詩は、主に一定の脚韻構成を備えた複数のスタンザ（節あるいは連）からなる韻文詩を指す。韻律のパターンを繰り返すことで詩の格調を高め、意味を効果的にする利点がある。二行連、三行連、四行連、五行連、六行連、八行連、十行連といったスタンザの組み合わせで、詩型が構成される。
英語詩の最も基本の詩形は四行連である。中でも弱協四歩格、弱強三歩格を交互に組み合わせ、それぞれに脚韻を踏む普通律は広く使われ、バラッドにも使われたことからバラッド律（ballad metre）とも言われる。
定型詩は19世紀末までヨーロッパ詩壇の主流を占めたが、自由詩の誕生以降は次第にその地位を奪われ、20世紀後半以降は自由詩が一般的に主流となった。
アメリカ合衆国の詩人のロバート・フロストは、自由詩が支配的となっていたアメリカ詩壇に反発し、「自由詩はネットを下げてテニスをするようなもの」と述べた。つまり定型詩の韻律という制限はテニスのネットのようなもので、制限がある方が楽しく、よい作品ができるという立場を取った。

### 主な欧米の定型詩の形式
- テルツァ・リーマ（terza rima）

イタリアが起源の、三行連句からなる詩型。第1節の第1,3句が脚韻を踏み、第2句は次の節の第1,3句と脚韻を踏む。脚韻を記号で示すと、aba→bcb→cdc→ded→…という形式。ダンテの神曲などに使われている。
- ヴィラネル（villanelle）

奇数個の3行連句を連続させ、最後のスタンザのみを4行連句とする。詩の全体を2種類の脚韻のみで構成する。
- オード（ode）

同一の行数と、同じ配置の脚韻を持つ複数の節からなる。
- ソネット（sonnet）

最も代表的なヨーロッパの定型詩。4,4,3,3の14行4節で構成される。
- バラード（ballade）（en）

同一行数、同一押韻の3節と、行数がその半分の結句からなり、結句および各節の最終行は繰り返し句になる。結句を除く節の行数は8行もしくは10行が多い。
- 王侯用詩形（chant royal）

定型の押韻構成を持つ11行からなる5つのスタンザと、5行の結句（アンヴォワ）で構成される。
- ロンドー（rondeau）

繰り返し句を含む2種類の脚韻の組み合わせからなる。形式により、トリオレ（triolet）、ロンデル、ロンドー・レドゥブレ（Rondeau redoublé）などに分けられる。

## 中国における定型詩
中国では漢詩が、形式の制約のない古体詩より、五字、七字などの一定の文字数と句数、押韻が必須の条件の近体詩が発達した。

## 日本における定型詩
日本では押韻が発達しなかったが、音節の数を基本とする音数律の定型詩が発達した。すなわち、「五・七・五・七・七」の31音からなる和歌（短歌）や、「五・七・五」の17音からなる俳句や川柳である。七五調や五七調からなる新体詩も定型詩の範疇に入る。
和歌の成立に関しては今でも詳らかになっていないが、7世紀（飛鳥時代）の舒明天皇期には既に定着し、成立はそれよりも遡るとされる。『古事記』や『日本書紀』の時代の記紀歌謡には、既に短歌形式と見受けられる作品もあるが、この時点では揺籃期とみなせる。だが8世紀の『万葉集』になると、既に「五・七・五・七・七」の形式が全体の9割を占める。
室町時代に和歌から俳諧が独立し、江戸時代には俳諧を母体に、松尾芭蕉らにより俳諧の発句のみを独立して創作・鑑賞する概念が生まれた。これを明治時代に正岡子規らが詩の一形式として独立させたのが俳句である。
明治時代以降になると、従来の音数律に従わない自由律が発展を見せた。前田夕暮などが自由律短歌を、河東碧梧桐や荻原井泉水らが自由律俳句を唱えた。
ただ、自由律の登場で従来の定型が廃れることはなく、自由律は一つの形式として認められているが、歌壇・俳壇は「五・七・五・七・七」「五・七・五」という定型が依然として中心である。
金子光晴は定型詩について繰り返し何度も書き、定型と押韻の魅力について語っている。金子はとくに高踏派（パルナシアン）の詩や、ゴーチェの詩や、ボードレールの詩など、本物の定型詩を熟知する人である。金子が第一回の渡欧から帰ったのは、大正の口語自由詩の全盛時代で、若い金子はその跋扈ぶりに憤りすら感じ、「楽園」という自由詩に批判的な雑誌を作ったりした。しかし金子は定型詩の陥穽をも知悉していて、「うしろ向き」にならないように、「意気がり」にならぬようにと説いた。
飯島耕一によれば、日本語の詩に定型を求める議論は40年に一度回帰するという。それを受け君野隆久は以下のように整理した。
- 1900年前後の正岡子規、岩野泡鳴の実作と論考
- 1940年前後の九鬼周造の押韻論やマチネ・ポエティクの実作
- 1980年代末に飯島自身が関わった定型論争